# Vitos Mózes
Vitos Mózes (Csíkszentkirály, 1847. január 5. – Csíkszentkirály, 1902. július 19.) helytörténész, szerkesztő, római katolikus pap.

## Életpályája
Csíkszentkirályon született gyalogkatona-renden lévő családból 1847. január 5-én. Apját ugyancsak Vitos Mózesnek hívták, aki a csíksomlyói gimnázium eminens tanulója volt, majd gazdálkodással foglalkozott Csíkszentkirályon, és mellette a község jegyzői teendőit is végezte. Édesanyját, Márton Évát tizenhat éves korában elveszítette.
Vitos Mózes 1861-ben került a csíksomlyói gimnáziumba, ahol kitűnt szorgalmával, tudásszomjával. Gyulafehérváron teológiát végzett, majd egy évig a bécsi Pázmáneumot látogatta. Felsőfokú tanulmányai elvégzése után is tisztességtudó, igazságszerető, tanulmányaiban szorgos ifjúként jellemezték. Anyanyelvén kívül ismerte a latin és német nyelvet. 
Teológiai tanulmányainak elvégzése után 1873-ban szentelték pappá. Rövid ideig Bereckbe, majd Etédre helyezték. Ezután 1876-tól tíz évig a háromszéki Nyújtódon teljesített papi szolgálatot.
Már ekkor megmutatkozott, hogy a gyakorlati életben is tevékeny személyiség, megírta Nyújtód történetét, új iskola építésére ösztönözte a falut, ő maga is tevékenyen részt vett az építésben. Az ifjúság nevelésére műkedvelő és ismeretterjesztő előadásokat szervezett.
Közben elindította Kézdivásárhelyen a Székelyföld című hetilapot, amelyet egy évig szerkesztett.
A túlfeszített munka megviselte egészségét, harminckilenc éves korában nyugdíjba kényszerült. Betegen tért haza szülőfalujába, ahol egyszerű faházat épített magának, itt töltötte élete hátralevő éveit. Betegsége ellenére is tevékeny, a közéletben részt vevő ember maradt, aki állandóan képezte magát.
A Csíkszeredában 1888 decemberében elindított hetilap, a Csíki Lapok főmunkatársa lett. 
Csíkszentkirály közbirtokossági elnökeként hozzájárult a közösségben levő vagyon gyarapításához, a község közös vagyonának becsületes kezeléséért állandó küzdelmet folytatott a hivatalvezetőkkel szemben. A szegényebbek érdekeit képviselve egy hosszasan elhúzódó pert is vállalt, amelyet a marosvásárhelyi táblánál nyert meg.
Vitos Mózes sokoldalú közéleti és publicisztikai tevékenységet folytatott, számos néprajzi, történeti témájú cikket, tanulmányt írt és közölt, több munkája is kéziratban maradt.
Imakönyvet állított össze, amelyet 1893-ban Csíkszeredában adtak ki Lurdi gyógybalzsam, vagyis kilenc napi s más ájtatosságok, imák és énekek címmel.
Vámszer Géza 1936-ban megjelent tanulmányában említi Vitos Mózesnek A székely nemes családok című munkáját, amelynek kézirata sajnos elkallódott.
Nagy műve a Csíkmegyei füzetek. Adatok Csíkmegye leírásához és történetéhez, amely 1894 és 1902 között jelent meg. A monográfia jellegű munka 1022 oldal terjedelmű, 34 füzetben, folytatásokban adta ki, hogy könnyebben hozzáférhetővé tegye a nép számára, innen a kiadvány címe. Györgyjakab Márton nyomtatta ki Csíkszeredában, a nyomdászmester tízféle - legújabb és legtetszetősebb alakú - betűt szerzett be a nyomtatáshoz, olyan fontosnak tartotta a munkát. 
Vitos Mózest minden érdekelte, ami a székely néppel és Székelyfölddel kapcsolatos volt, munkásságát elmaradott népe felemelkedésének szentelte. A Csíkmegyei füzetekbe összegyűjtött minden adatot Csík vármegyéről.
A mű fejezetei tárgyalják a Csík, Gyergyó, Kászon elnevezések eredetét, Csík vármegye szorosait, ősi városait és erődítményeit, folyóit és patakjait, tavait, éghajlatát, geológiai múltját és jelenét, ásványait, bányáit, Csík vármegye népességét, lakóit, nemzetiségre és vallásra, meg foglalkozásra nézve.
Nemcsak a múlt sokoldalú ismertetését tartalmazza a nagy terjedelmű nagy munka, hanem a jövőre vonatkozó programot is igyekezett nyújtani, különösen Csík gazdasági életének fellendítésére. 
Részletes adatokat közölt minden területről, de mégsem száraz adathalmaz. A hangsúlyt Vitos Mózes nem az adatok leírására, hanem a régió gazdasági létkérdéseinek feltárására helyezte elsősorban.
A nép elvándorlásával kapcsolatosan kifejtette, hogy ennek nem Csík túlnépesedése az oka, hanem a kiaknázatlan gazdagság: az erdők, bányák, fürdők. Számos gazdasági kérdésre kitért, többek között a háziipar fellendítésére, az elavult mezőgazdaság megváltoztatására. Hangsúlyozta az ipari, kereskedelmi szakképzés fontosságát. Írt a munkásviszonyokról, sürgette egy csíki múzeum létrehozását, valamint a jogszabályozás, a közegészségügy modernizálását.
Fontosnak tartotta az üdülőhelyek kiépítését, az ásványvizek jobb felhasználását. Mindezek mellett a történelmi múltat is igyekezett bemutatni, huszonnyolc várat, erődöt, kastélyt ismertetett. A földrajz iránt érdeklődők Csíkmegye hegyeiről, folyóiról, barlangjairól, természeti látványosságairól, éghajlatáról, növény és állatvilágáról is sokat megtudhatnak a könyvből. 
Konzervatív szellemű kortársai nem értették meg, Vitos Mózes munkássága feledésbe merült, halála után az 1894–1902 között megjelent füzetek példányai elkallódtak.
Vámszer Géza már 1936-ban felhívta a figyelmet a mű két nagy értékére, a mindent átfogó, részletes adatgyűjtésre, és Vitos általános, minden iránt érdeklődő modern szemléletére.
Bözödi György író, szociográfus, 1938-ban megjelent, Székely bánja című kötetében így értékelte Vitos Mózes művét:
“Csík megye gazdasági és társadalmi bajait alaposan feltárta a századfordulón Vitos Mózes csíkszentkirályi plébános, aki egész életét ennek a nagy munkának szentelte. Ezer oldalt tesz ki a folytatásokban megjelent könyv, amelyben már mai szemmel nézi a csíki nép küzdelmét, nem külső leírásokat nyújt, hanem a nép életkérdéseit vizsgálja, és a kibontakozást keresi.”
A könyvritkaságnak számító művet, a csíkszeredai Hargita Kiadóhivatal 2002–2003-ban két kötetben újra kiadta, ráirányítva a figyelmet értékeire.
Az európai kitekintésű Vitos Mózes munkája ma is értékes, hasznos ismereteket nyújt a Csík történetét, földrajzát, gazdaságát, kultúráját, néprajzát kutató szakemberek, de az egyszerű érdeklődő számára is.
Vitos Mózes 1902. július 19-én halt meg, a csíkszentkirályi templomkertben temették el.
Szülőfaluja, Csíkszentkirály iskolája 1993-ban vette fel a Vitos Mózes Általános Iskola nevet.

## Külső hivatkozások
- Beke György: Szent István király falvai. Új Ember 2003. LIX. Évf 33-34.
- Bözödi György: Székely bánja. Budapest 2. kiadás, 1939.
- Vitos Mózes Általános Iskola honlapja[halott link]
- Magyar néprajzi lexikon